# 2013年のJリーグ ディビジョン2
- 日本プロサッカーリーグ  > Jリーグ ディビジョン2 > 2013年のJリーグ ディビジョン2
- 2013年のスポーツ  >  2013年のサッカー  >  2013年のJリーグ  > 2013年のJリーグ ディビジョン2

この項目では、2013年シーズンのJリーグ ディビジョン2（J2）について述べる。

## 2013年シーズンのJ2のクラブ
2013年シーズンのJ2のクラブ数は前年同様の22。Jリーグ ディビジョン1 (J1) 16位ヴィッセル神戸が2006年シーズン以来7シーズンぶりの降格。17位ガンバ大阪が初のJ2降格。
18位コンサドーレ札幌は2011年シーズン以来1シーズンぶりのJ2降格。一方、JFL所属の準加盟クラブからV・ファーレン長崎が昇格し、代わってFC町田ゼルビアがJFLに降格している。
| チーム名                | 監督       | 所在 都道府県 | ホームスタジアム                                  | 前年成績 | J1ライ センス |
| ----------------------- | ---------- | ------------- | ------------------------------------------------- | -------- | ------------- |
| コンサドーレ札幌        | 財前恵一   | 北海道        | 札幌ドーム 札幌厚別公園競技場                     | J1 18位  | 〇            |
| モンテディオ山形        | 奥野僚右   | 山形県        | NDソフトスタジアム山形                            | J2 10位  | 〇            |
| 水戸ホーリーホック      | 柱谷哲二   | 茨城県        | ケーズデンキスタジアム水戸                        | J2 13位  | ×             |
| 栃木SC                  | 松田浩     | 栃木県        | 栃木県グリーンスタジアム                          | J2 11位  | 〇            |
| ザスパクサツ群馬        | 秋葉忠宏   | 群馬県        | 正田醤油スタジアム群馬                            | J2 17位  | ×             |
| ジェフユナイテッド 千葉 | 鈴木淳     | 千葉県        | フクダ電子アリーナ                                | J2 5位   | 〇            |
| 東京ヴェルディ          | 三浦泰年   | 東京都        | 味の素スタジアム                                  | J2 7位   | 〇            |
| 横浜FC                  | 山口素弘   | 神奈川県      | ニッパツ三ツ沢球技場                              | J2 4位   | 〇            |
| 松本山雅FC              | 反町康治   | 長野県        | 松本平広域公園総合球技場                          | J2 12位  | 〇            |
| カターレ富山            | 安間貴義   | 富山県        | 富山県総合運動公園陸上競技場                      | J2 19位  | 〇            |
| FC岐阜                  | 行徳浩二   | 岐阜県        | 岐阜メモリアルセンター 長良川競技場               | J2 21位  | ×             |
| 京都サンガF.C.          | 大木武     | 京都府        | 京都市西京極総合運動公園 陸上競技場兼球技場       | J2 3位   | 〇            |
| ガンバ大阪              | 長谷川健太 | 大阪府        | 万博記念競技場                                    | J1 17位  | 〇            |
| ヴィッセル神戸          | 安達亮     | 兵庫県        | ノエビアスタジアム神戸                            | J1 16位  | 〇            |
| ガイナーレ鳥取          | 小村徳男   | 鳥取県        | とりぎんバードスタジアム                          | J2 20位  | ×             |
| ファジアーノ岡山        | 影山雅永   | 岡山県        | kankoスタジアム                                   | J2 8位   | 〇            |
| 徳島ヴォルティス        | 小林伸二   | 徳島県        | 鳴門・大塚スポーツパーク ポカリスエットスタジアム | J2 15位  | 〇            |
| 愛媛FC                  | 石丸清隆   | 愛媛県        | ニンジニアスタジアム                              | J2 16位  | ×             |
| アビスパ福岡            | プシュニク | 福岡県        | レベルファイブスタジアム                          | J2 18位  | 〇            |
| ギラヴァンツ北九州      | 柱谷幸一   | 福岡県        | 北九州市立本城陸上競技場                          | J2 9位   | ×             |
| V・ファーレン長崎       | 高木琢也   | 長崎県        | 長崎県立総合運動公園陸上競技場                    | JFL 優勝 | ×             |
| ロアッソ熊本            | 吉田靖     | 熊本県        | うまかな・よかなスタジアム                        | J2 14位  | 〇            |

- チーム名・監督・本拠地名については開幕時点のもの。

## 監督交代
特記なき場合、監督代行はトップチームのヘッドコーチが務めている。
| チーム名       | 前監督   | 退任日  | 監督代行                   | 新監督   | 就任日  | 備考                         |
| -------------- | -------- | ------- | -------------------------- | -------- | ------- | ---------------------------- |
| ロアッソ熊本   | 吉田靖   | 7月10日 | 池谷友良（代表取締役社長） | -        | -       | 新監督を招聘せず             |
| ガイナーレ鳥取 | 小村徳男 | 8月12日 | -                          | 前田浩二 | 8月12日 | 強化部長兼任                 |
| FC岐阜         | 行徳浩二 | 8月19日 | -                          | 辛島啓珠 | 8月19日 | コーチからの昇格             |
| 栃木SC         | 松田浩   | 9月13日 | -                          | 松本育夫 | 9月13日 | シニアアドバイザーからの異動 |

## レギュレーションの変更点
前年と大きな変更はない。

## スケジュール
3月3日開幕・11月24日閉幕の全42節・462試合で行われた。前年同様毎週日曜日の開催を基本とし、国際大会等に伴う中断期間は設けられない。なお、6月の試合はJ1が中断中と言うこともあり、毎週土曜日に開催された。

## リーグ概要
G大阪と神戸の関西からの降格組が、終始昇格争いをリードする展開となった。
神戸は開幕3連勝、開幕後10試合で8勝1分け1敗とスタートダッシュに成功。第2節から第15節まで首位をキープし、序盤戦の上位争いを引っ張った。G大阪は序盤こそ10試合で5勝5分けと若干もたついたものの、第14節から6連勝を記録するなど徐々に調子を上げ、第15節でシーズン初の首位に浮上。以降は両チームとも大きく取りこぼすことなく勝ち点を積み重ね、一度も3位以下に落ちることなく早々に自動昇格圏を固めた。G大阪は第35節で首位の座を神戸に明け渡したものの、39節の勝利で奪還、同時に3試合を残して1年でのJ1復帰が決定。神戸も続く第40節で、敗れたものの3位京都の敗戦により昇格を決めた。
最後の1枠をかけたプレーオフ圏争いは多くのチームが終盤まで可能性を残す混戦となったが、J1経験組の山形や東京V、序盤の好調を維持できなかった栃木や岡山などがまず脱落。残りのチームが団子状態で争う中、第32節から38節まで7連勝を記録した京都が一歩抜け出し、第41節に1試合を残して3位の座を確保した。残る4位から6位までの3つの座に対し、序盤から常に上位を争ってきた長崎と千葉、後半に入り猛追してきた徳島、札幌、松本の計5チームが可能性を残す状況で最終節を迎えた。
最終節、4位長崎と6位徳島の直接対決は徳島が制し、勝てばプレーオフ圏が決まる7位の札幌は北九州に痛恨の引き分け。8位松本は愛媛に勝利したものの、5位の千葉が鳥取に2点を先行されながらロスタイムに追いつく劇的な展開で、起死回生の勝ち点1を確保。この結果、プレーオフ圏は3位京都、4位徳島、5位千葉、6位長崎で確定。J参入1年目の長崎は、第13節で一時は2位にまで浮上するなど新規参入チームの成績記録を大幅に更新し、いきなりのプレーオフ進出を果たした。
一方の下位争いでは、前年からの経営難に苦しむ岐阜が開幕から大苦戦し、第1節から第18節まで最下位に低迷。これに加え、第19節に最下位に転落した群馬や、富山、北九州、熊本などが残留争いに巻き込まれることになったが、第29節に監督を交代した鳥取が、以降最終節まで未勝利（5分け9敗）と完全に裏目に出る形となり、第34節で最下位に転落。そのまま抜け出すことが出来ず、第41節で最下位が確定した。その後JFLで2位となった讃岐がJ2ライセンスを認められたことにより、入れ替え戦への出場が決まった。
またこのシーズンは先述した岐阜のほか、福岡に資金ショート寸前まで陥る経営危機が発覚。栃木も債務超過解消のため運営方針見直しを表明する など、クラブライセンス制度の本格運用開始を控え、緊縮財政を取るチームが目立った。

## 順位表
| 順 | チーム                   | 試 | 勝 | 分 | 敗 | 得 | 失 | 差  | 点 | 出場権または降格                   |
| -- | ------------------------ | -- | -- | -- | -- | -- | -- | --- | -- | ---------------------------------- |
| 1  | ガンバ大阪 (C) (P)       | 42 | 25 | 12 | 5  | 99 | 46 | +53 | 87 | Jリーグ ディビジョン1 2014へ昇格 1 |
| 2  | ヴィッセル神戸 (P)       | 42 | 25 | 8  | 9  | 78 | 41 | +37 | 83 | Jリーグ ディビジョン1 2014へ昇格 1 |
| 3  | 京都サンガF.C.           | 42 | 20 | 10 | 12 | 68 | 46 | +22 | 70 | J1昇格プレーオフに出場 1           |
| 4  | 徳島ヴォルティス (O) (P) | 42 | 20 | 7  | 15 | 56 | 51 | +5  | 67 | J1昇格プレーオフに出場 1           |
| 5  | ジェフユナイテッド千葉   | 42 | 18 | 12 | 12 | 68 | 49 | +19 | 66 | J1昇格プレーオフに出場 1           |
| 6  | V・ファーレン長崎        | 42 | 19 | 9  | 14 | 48 | 40 | +8  | 66 | J1昇格プレーオフに出場 1           |
| 7  | 松本山雅FC               | 42 | 19 | 9  | 14 | 54 | 54 | 0   | 66 |                                    |
| 8  | コンサドーレ札幌         | 42 | 20 | 4  | 18 | 60 | 49 | +11 | 64 |                                    |
| 9  | 栃木SC                   | 42 | 17 | 12 | 13 | 61 | 55 | +6  | 63 |                                    |
| 10 | モンテディオ山形         | 42 | 16 | 11 | 15 | 74 | 61 | +13 | 59 |                                    |
| 11 | 横浜FC                   | 42 | 15 | 13 | 14 | 49 | 46 | +3  | 58 |                                    |
| 12 | ファジアーノ岡山         | 42 | 13 | 17 | 12 | 52 | 48 | +4  | 56 |                                    |
| 13 | 東京ヴェルディ           | 42 | 14 | 14 | 14 | 52 | 58 | −6  | 56 |                                    |
| 14 | アビスパ福岡             | 42 | 15 | 11 | 16 | 47 | 54 | −7  | 56 |                                    |
| 15 | 水戸ホーリーホック       | 42 | 14 | 13 | 15 | 50 | 58 | −8  | 55 |                                    |
| 16 | ギラヴァンツ北九州       | 42 | 13 | 10 | 19 | 50 | 60 | −10 | 49 |                                    |
| 17 | 愛媛FC                   | 42 | 12 | 11 | 19 | 43 | 52 | −9  | 47 |                                    |
| 18 | カターレ富山             | 42 | 11 | 11 | 20 | 45 | 59 | −14 | 44 |                                    |
| 19 | ロアッソ熊本             | 42 | 10 | 13 | 19 | 40 | 70 | −30 | 43 |                                    |
| 20 | ザスパクサツ群馬         | 42 | 9  | 13 | 20 | 43 | 61 | −18 | 40 |                                    |
| 21 | FC岐阜                   | 42 | 9  | 10 | 23 | 37 | 80 | −43 | 37 |                                    |
| 22 | ガイナーレ鳥取 (R)       | 42 | 5  | 16 | 21 | 38 | 74 | −36 | 31 | J2・JFL入れ替え戦に出場 2          |

最終更新は2013年11月24日の試合終了時
出典: J. League Data Site
順位の決定基準: 1. 勝点; 2. 得失点差; 3. 得点数.
1 J1ライセンスを保有するクラブのみ、J1自動昇格（上位2チーム）、プレーオフ参加（3-6位）可。
2 2014年度からJ2の下部リーグとしてJ3リーグ（J3）が設立され、J2からの自動降格チーム及び入れ替え戦に敗北したチームはJFLに降格（残留）ではなく、J3に降格（移行）することになる。

J1昇格プレーオフは12月1日・12月8日に行われ、J2・JFL入れ替え戦も同日に行われた。

### 戦績表
http://www.j-league.or.jp/data/view.php?d=j2&t=table&y=2013 （Jリーグ公式記録）

## 得点ランキング
| 順位 | 選手（所属）             | 得点 |
| ---- | ------------------------ | ---- |
| 1    | ケンペス（千葉）         | 22   |
| 2    | 宇佐美貴史（G大阪）      | 19   |
| 3    | 内村圭宏（札幌）         | 17   |
| 4    | サビア（栃木）           | 16   |
| 4    | クリスティアーノ（栃木） | 16   |
| 4    | ポポ（神戸）             | 16   |
| 4    | 小川慶治朗（神戸）       | 16   |

## J2 Exciting 22
事前にファンの投票により各クラブの最高得票者1名が「J2 Exciting 22」としてノミネートされる。その22名の中から当日のJリーグアウォーズ観覧者の投票によってもっとも多くの票を集めた選手がJ2 Most Exciting Playerに選ばれる。
| 所属クラブ             | 選手名      | ポジション | 受賞回数     |
| ---------------------- | ----------- | ---------- | ------------ |
| コンサドーレ札幌       | 内村圭宏    | FW         | 初           |
| モンテディオ山形       | 中島裕希    | FW         | 初           |
| 水戸ホーリーホック     | 橋本晃司    | MF         | 2年連続2回目 |
| 栃木SC                 | 西岡大輝    | DF         | 初           |
| ザスパクサツ群馬       | 平繁龍一    | FW         | 初           |
| ジェフユナイテッド千葉 | 米倉恒貴    | MF         | 初           |
| 東京ヴェルディ         | 中島翔哉    | MF         | 初           |
| 横浜FC                 | ペ スンジン | DF         | 初           |
| 松本山雅FC             | 岩上祐三    | MF         | 初           |
| カターレ富山           | ソ ヨンドク | MF         | 2年連続2回目 |
| FC岐阜                 | 木谷公亮    | DF         | 初           |
| 京都サンガF.C.         | 山瀬功治    | MF         | 初           |
| ガンバ大阪             | 遠藤保仁    | MF         | 初           |
| ヴィッセル神戸         | 小川慶治朗  | MF         | 初           |
| ガイナーレ鳥取         | 永里源気    | FW         | 初           |
| ファジアーノ岡山       | 押谷祐樹    | FW         | 初           |
| 徳島ヴォルティス       | 大﨑淳矢    | FW         | 初           |
| 愛媛FC                 | 秋元陽太    | GK         | 初           |
| アビスパ福岡           | 石津大介    | FW         | 初           |
| ギラヴァンツ北九州     | 小手川宏基  | MF         | 初           |
| V・ファーレン長崎      | 金山隼樹    | GK         | 初           |
| ロアッソ熊本           | 北嶋秀朗    | FW         | 初           |

### J2 Most Exciting Player
| 所属クラブ | 選手名   | ポジション | 受賞回数 |
| ---------- | -------- | ---------- | -------- |
| ガンバ大阪 | 遠藤保仁 | MF         | 初       |

優勝クラブから選ばれたのは2年ぶり。

ガンバ大阪所属選手の受賞は初めて。

MFの受賞は初めて。